# Clusia stylosa
Clusia stylosa är en tvåhjärtbladig växtart som beskrevs av Bassett Maguire. Clusia stylosa ingår i släktet Clusia och familjen Clusiaceae. Inga underarter finns listade i Catalogue of Life.